# Türk Mühendis ve Mimar Odaları Birliği

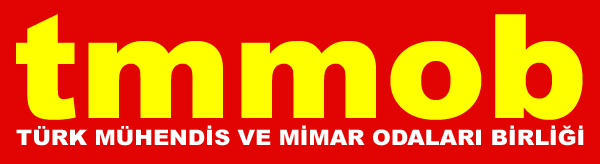
Logo der TMMOB.

Die Türk Mühendis ve Mimar Odaları Birliği (TMMOB, dt.: Die Vereinigung der türkischen Ingenieur- und Architektenkammern, en.: Union of Chambers of Turkish Engineers and Architects) ist eine Vereinigung aller berufsständischen Organisationen von Architekten und Ingenieuren in der Türkei. Die Vereinigung wurde 1954 unter dem Gesetz Nr. 7303 und dem Dekret 66 und 85 zur Ergänzung des Gesetzes Nr. 6235 gegründet und ist eine „Körperschaft und eine berufsständische Organisation, die als öffentliche Institution nach dem Artikel 135 der Verfassung der Republik Türkei“ definiert ist. 2019 repräsentierte die Union 24 Kammern mit einer Gesamtmitgliederzahl von 579.868 Personen. Der Hauptsitz befindet sich in Kızılay, Ankara.

## Organisation
Der Verband besteht aus 24 Kammern mit 197 angeschlossenen Zweigstellen und 45 Provinz-/Distrikt-Koordinierungsausschüssen. 2011 war TMMOB in insgesamt 1306 Einheiten tätig, davon 157 Regionalvertretern, 613 Provinzvertretern, 265 Bezirksvertretern, 11 Verbindungsbüros, 12 Berufsprüfern und 51 Kammervertretern. Dem Verband gehören Ingenieure, Architekten und Stadtplaner an.
TMMOB ist Mitglied der World Federation of Engineering Associations (WFEO) und der European Federation of National Engineering Associations (FEANI), parallel zu den Beziehungen seiner Kammern zu den entsprechenden Organisationen.
Die nationale Führung erklärt, dass TMMOB und seine Mitgliedskammern „akzeptieren, dass Probleme des Berufsstandes und der Kollegen nicht von den allgemeinen Problemen der Menschen und des Landes getrennt werden können“ und, dass sie daher „antiimperialistisch sind und sich der Neuen Welt Ordnungs-Theorie widersetzen, sowie dem Rassismus und Reaktionismus“ und „dazu demokratisch-zentralistische Methoden bei der Gestaltung und Umsetzung der Politik implementieren“, wie sie in den „Grundprinzipien“ der Organisation aufgeführt sind.
TMMOB vertritt die Ingenieure und Architekten in beruflichen, wirtschaftlichen, sozialen und kulturellen Bereichen, um ihre Rechte und Interessen auf der Grundlage der Interessen des Volkes zu schützen und zu entwickeln, ihre berufliche, soziale und kulturelle Entwicklung sicherzustellen und Grundlage für sie zu schaffen, ihr berufliches Wissen zum Wohle der Gesellschaft einzusetzen; zu diesem Zweck die sozialen, politischen, wirtschaftlichen und kulturellen Dimensionen von Entwicklungen und Politik in Bezug auf ihre Berufsfelder eingehend zu verstehen und zu interpretieren und die Gesellschaft zu informieren; Sie ist entschlossen, Vorschläge für die Regulierung dieser Politik zum Wohle der Gesellschaft zu entwickeln und für ihre Umsetzung zu kämpfen und ihre Bemühungen um die Schaffung einer unabhängigen und demokratischen Türkei im allgemeinsten Sinne mit einem ganzheitlichen Verständnis und einer ganzheitlichen Aktivierung fortzusetzen. Sie bildet eine wichtige Basis der Opposition.
Vorsitzender ist 2019 Emin Koramaz.

## Geschichte
Im Juli 2013 hat die Gerechtigkeits- und Entwicklungspartei einen Gesetzentwurf durchgesetzt, der die Rolle der TMMOB bei der Genehmigung von Stadtentwicklungsvorschlägen aufhebt, offenbar als Reaktion auf die Unterstützung des TMMOB für die Proteste in der Türkei 2013.

## Mitglieder
| Name der Kammer                                       | Türkischer Name                         | Gründungsjahr | Vorsitzender             | Mitglieder | Link   |
| ----------------------------------------------------- | --------------------------------------- | ------------- | ------------------------ | ---------- | ------ |
| Kammer der Landwirtschaftsingenieure                  | Ziraat mühendisleri                     | 1954          | Özden Güngör             | 41.663     | [ 7 ]  |
| Architektenkammer                                     | Mimarlar                                | 1954          | Eyüp Muhcu               | 61.507     | [ 8 ]  |
| Kammer der Chemie-Inginieure                          | Kimya mühendisleri                      | 1954          | Engin Çörüşlü            | 22.579     | [ 9 ]  |
| Kammer der Bauingenieure                              | İnşaat mühendisleri                     | 1954          | Nevzat Ersan             | 123.907    | [ 10 ] |
| Kammer der Elektroingenieure                          | Elektrik Mühendisleri Odası             | 1954          | Hüseyin Yeşil            | 64.557     | [ 11 ] |
| Kammer der Forstingenieure                            | Orman mühendisleri                      | 1954          | Ali Kucukaydin           | 17.429     | [ 12 ] |
| Kammer der Maschinenbauer                             | Makina mühendisleri                     | 1954          | Yunus Yener              | 114.700    | [ 13 ] |
| Kammer der Bergbauingenieure                          | Maden mühendisleri                      | 1954          | Ayhan Yüksel             | 18.797     | [ 14 ] |
| Kammer der Schiffsarchitekturen und Schiffsingenieure | Gemi mühendisleri                       | 1954          | Sinem Dedetaş            | 3.756      | [ 15 ] |
| Kammer der Vermessungsingenieure                      | Harita kadastro mühendisleri            | 1954          | Ali İpek                 | 20.100     | [ 16 ] |
| Kammer der Marineingenieure                           | Gemi makinaları mühendisleri            | 1960          | Feramuz Aşkın            | 1.539      | [ 17 ] |
| Kammer der Stadtplaner                                | Şehir plancıları                        | 1968          | Orhan Sarıaltun          | 6.115      | [ 18 ] |
| Kammer der Erdölingenieure                            | Petrol mühendisleri                     | 1970          | Mehmet Kul               | 1.285      | [ 19 ] |
| Kammer der Physikingenieure                           | Fizik mühendileri                       | 1970          | Abdullah Zararsız        | 2.030      | [ 20 ] |
| Kammer der Hüttenwesen-Ingenieure                     | Metalurji ve Malzeme Mühendisleri Odası | 1970          | Ahmet İrfan Türkkolu     | 4.745      | [ 21 ] |
| Kammer der Meteorologie-Ingenieure                    | Meteoroloji mühendisleri                | 1970          | Fırat Çukurçayır         | 711        | [ 22 ] |
| Kammer der Geologie-Ingenieure                        | Jeoloji mühendisleri                    | 1974          | Hüseyin Alan             | 18.257     | [ 23 ] |
| Kammer der Innenarchitekten                           | İç mimarlar                             | 1976          |                          |            | [ 24 ] |
| Kammer der Geophysik-Ingenieure                       | Jeofizik Mühendisleri Odası             | 1986          | H. Tolga Koyuncugil      | 5.912      | [ 25 ] |
| Kammer der Umweltingenieure                           | Çevre mühendisleri                      | 1992          | Baran Bozöğlu            | 13.312     | [ 26 ] |
| Kammer der Textil-Ingenieure                          | Tekstil mühendisleri                    | 1992          | Emre Fidan               | 2.107      | [ 27 ] |
| Kammer der Landschaftsarchitekten                     | Peyzaj mimarları                        | 1994          |                          |            | [ 28 ] |
| Kammer der Lebensmittelingenieure                     | Gıda mühendisleri                       | 1996          | Ayşegül İbici Oruçkaptan | 6.151      | [ 29 ] |
| Kammer der Computeringenieure                         | Bilgisayar Mühendisleri Odası           | 2012          | M. Birkan Sarifakioglu   | 6.394      | [ 30 ] |